# Subrasaca monacha
Subrasaca monacha är en insektsart som först beskrevs av Melichar 1951.  Subrasaca monacha ingår i släktet Subrasaca och familjen dvärgstritar. Inga underarter finns listade i Catalogue of Life.